# Cormocephalus coynei
Cormocephalus coynei — вид губоногих багатоніжок родини сколопендрових (Scolopendridae).

## Відкриття
Вид вперше спостерігали на острові Філліп у 1792 році, але офіційно не був описаний у 1984 році.

## Поширення
Вид поширений на двох ненвелких острівцях Філліп та Непін, що розташовані південніше Норфолка на заході Тихого океану (належать Австралії).

## Опис
Велика багатоніжка, завдовжки до 23,5 см. Має червонувато-коричневе і помаранчеве забарвлення.

## Спосіб життя
Ця багатоніжка відома своєю звичкою полювати на хребетних тварин, включаючи геконів, сцинків, пташенят чорнокрилих буревісників і риб, а також інших дрібних членистоногих.